# Epimeria tuberculata
Epimeria tuberculata är en kräftdjursart som beskrevs av Georg Ossian Sars 1893. Epimeria tuberculata ingår i släktet Epimeria och familjen Epimeriidae. Arten är reproducerande i Sverige. Inga underarter finns listade i Catalogue of Life.

## Bildgalleri

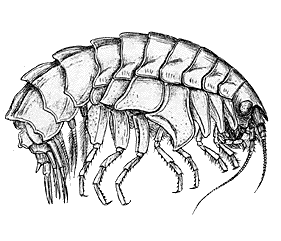